# Hyper Scape
Hyper Scape était un battle royale free-to-play futuriste développé par Ubisoft Montréal et édité par Ubisoft. Le jeu est sorti en 2020 sur Windows, PlayStation 4 et Xbox One. Le jeu est en bêta ouverte au cours du mois de juillet 2020 pour une sortie en août de la même année. Les serveurs de Hyper Scape ont fermé le 28 avril 2022.
La particularité du jeu est son partenariat avec Twitch, permettant notamment aux spectateurs d'avoir une influence sur les parties.

## Contexte
Le jeu se déroule en 2054 dans la ville Néo-Arcadia, dans le cadre d'un métavers créé par la société Prisma Dimensions. Au sein de ce métavers, les joueurs s'affrontent dans un sport appelé "Crown-Rush". The Verge a comparé ce cadre à celui de L'Oasis de Ready Player One,.

## Système de jeu
Le mode principal du jeu partage des éléments avec d'autres battle royale. Ici, jusqu'à 99 joueurs sont largués sur une carte qui rétrécit lentement au fil du temps. Le jeu diffère cependant sur les fins possibles d'une partie. En effet, soit il faut avoir éliminer l'ensemble de ses adversaires, fin classique en battle royale, ou bien, il faut garder une couronne pendant 60 secondes d'affilée, cette couronne apparaissant lorsque le dernier quartier disparait,,.

## Influence des spectateurs sur les parties
Durant des diffusions en direct, les personnes qui regardent des streamers sur la plateforme Twitch peuvent interagir avec une extension de jeu permettant d'activer des évènements directement dans le jeu. Ces évènements sont :
- Munitions illimitées
- Gravité basse
- Réduction du temps de recharge pour les Hacks
- Révélation des ennemis
- Ajout de 2 sauts supplémentaires en plus des 2 déjà présents
- Apparition de caisses de ravitaillement
- Coup au corps à corps mortel